# Longterm Mentality
Longterm Mentality è il primo album in studio del rapper statunitense Ab-Soul, pubblicato nel 2011.

## Tracce
1. Real Thinkers – 3:46
2. Gone Insane – 4:24
3. Loosen My Tie – 4:29
4. Nothing New (featuring Jhené Aiko) – 3:28
5. Hell Yea (featuring Schoolboy Q) – 4:16
6. Moscato (featuring Kendrick Lamar) – 4:39
7. Top Dawg Under Dawg – 3:28
8. Time is of the Essence (featuring Punch) – 4:42
9. More of a Euphoria – 3:16 – Sounwave
10. Picture That (featuring JaVonte) – 5:18
11. Big Payback (featuring MURS) – 3:45
12. Almost There (featuring BJ the Chicago Kid) – 4:01
13. #LTM (featuring Pat Brown) – 5:20
14. Constipation (Black Hippy) (Bonus Track) – 3:26